# جبريل ماتي
جبريل ماتي (بالرومانية: Gabriel Matei)‏ (26 فبراير 1990 بكورتا دي أرجيش في رومانيا - ) هو لاعب كرة قدم روماني في مركز الظهير. شارك مع منتخب رومانيا تحت 21 سنة لكرة القدم. أما مع النوادي، فقد لعب مع سي إس باندوري تارغو جيو ونادي براشوف ونادي تارغو موريش ونادي ستيوا بوخارست وLPS HD Clinceni ‏ وFC Internațional Curtea de Argeș ‏.

## وصلات خارجية
- جبريل ماتي على موقع الاتحاد الأوربي (الإنجليزية)
- جبريل ماتي على موقع قاعدة بيانات كرة القدم.إي يو (الإنجليزية)
- جبريل ماتي على موقع Soccerway.com (الإنجليزية)
- جبريل ماتي على موقع عالم كرة القدم.نت (الإنجليزية)
- جبريل ماتي على موقع AS.com (الإسبانية)